# Stafford Rangers Football Club
Maillots
Le Stafford Rangers Football Club est un club de football anglais basé à Stafford. L'équipe joue en Conference National (5e division), et n'a jamais joué dans une ligue plus élevée que la Conference National.

## Palmarès
- Conference North :
  - Vice-Champion : 2003
- Southern Football League Western Division :
  - Champion : 2000
- FA Trophy :
  - Vainqueur : 1972, 1979
  - Finaliste : 1976

## Anciens joueurs
- Kenny Burns
- Paul Devlin